# باشگاه فوتبال تاوریا سیمفروپول
باشگاه فوتبال تاوریا سیمفروپول  (به اوکراینی: СК «Таврія» Сімферополь) باشگاه فوتبال اوکراینی است که در شهر سیمفروپول قرار دارد و هم‌اکنون در لیگ برتر فوتبال اوکراین بازی می‌کند.
این باشگاه در سال ۱۹۵۸ میلادی تأسیس شده‌است.

## افتخارات
- لیگ برتر فوتبال اوکراین 
  - قهرمان (۱): ۱۹۹۲
- جام حذفی فوتبال اوکراین
  - قهرمان (۱): ۲۰۱۰